# 土田健次郎
土田健次郎（つちだ けんじろう、1949年8月6日 - ）は、日本の儒教研究者、中国学者。早稲田大学名誉教授。
早稲田大学文学部教授、同大学文学学術院長、常任理事（副総長）、孔子学院院長、早稲田佐賀学園理事長を歴任する。
父、土田國保は警視総監をつとめた。兄、土田龍太郎はインド文学研究者・東京大学名誉教授。弟、土田英三郎は音楽学者・東京藝術大学名誉教授。

## 人物
昭和24年（1949年）、東京都に生まれる。東京都立日比谷高等学校を卒業し、早稲田大学第一文学部に進学。大学生時代の1971年12月18日に母が死亡し弟が重傷を負った土田・日石・ピース缶爆弾事件では、事件当時自宅2階におり、爆発音を聞いて駆け降りてきた際に、右手にかすり傷を受けている。
早稲田大学第一文学部東洋哲学専修を卒業。同大学院文学研究科東洋哲学専攻を単位取得退学。文学博士。学生・院生時代は、修士課程1年目は栗田直躬の指導を受け、2年目以降は楠山春樹に師事する。
昭和57年（1982年）、日本中国学会賞受賞。
昭和63年（1988年）、東方学会賞受賞。
平成22年（2010年）4月開校の早稲田佐賀中学校・高等学校の理事長に就任。
平成31年（2019年）にはNHK「ネーミングバラエティー 日本人のおなまえっ!」で曽祖父の高嶺秀夫役を演じた。
令和2年（2020年）早稲田大学文学部教授を定年退職。
令和5年（2023年）12月、日本弘道会第10代会長に就任

## 著書
- 『道学の形成』創文社, 2002。講談社「創文社オンデマンド叢書」, 2022 - 電子書籍で再刊（他は※）
- 『儒教入門』東京大学出版会, 2011
- 『江戸の朱子学』筑摩書房〈筑摩選書〉, 2014 ※
- 『朱熹の思想体系』汲古書院, 2019
- 『論語二十四講』明徳出版社, 2021

### 訳注
- 山鹿素行 『聖教要録・配所残筆』 講談社学術文庫, 2001
- 朱熹 『論語集注』 平凡社〈東洋文庫 全4巻〉, 2013-2015 ※
- 『論語』 筑摩書房〈ちくま学芸文庫〉, 2023 ※

### 編著
- 『近世儒学研究の方法と課題』汲古書院, 2006
- 『21世紀に儒教を問う』早稲田大学出版部〈早稲田大学孔子学院叢書〉, 2010
- 『「日常」の回復　江戸儒学の「仁」の思想に学ぶ』早稲田大学出版部〈早稲田大学ブックレット〉, 2012 ※
- 『論語五十選　素読のために』登龍館, 2014

### 主要論文
- 「朱熹の思想における心の分析」『フィロソフィア』78,1991.
- 「儒教典籍」『敦煌漢文文献』（講座・敦煌　第5巻）大東出版社,1992.
- 「王安石における学の構造」『宋代の知識人─思想・制度・地域社会』汲古書院,1993.
- 「社会と思想─宋元思想研究覚書」『宋元時代史の基本問題』汲古書院,1996.
- 「伊藤仁斎と朱子学」『早稲田大学大学院文学研究科紀要』42-1,1997.
- 「蘇軾の思想的輪郭」『中国 ─社会と文化』12,1997.

### 記念論集
- 『朱子学とその展開　土田健次郎教授退職記念論集』同刊行委員会編 汲古書院, 2020